# خوسيه غوميز
خوسيه غوميز (بالإسبانية: José Gómez)‏ (مواليد 23 أكتوبر 1949) هو لاعب كرة قدم. يلعب مع منتخب الأوروغواي لكرة القدم. سبق له أن لعب في كأس العالم لكرة القدم مع منتخب بلاده.

## روابط خارجية
- خوسيه غوميز على موقع ناشيونال فوتبول تيمز (الإنجليزية)
- خوسيه غوميز على موقع Soccerway.com (الإنجليزية)
- خوسيه غوميز على موقع عالم كرة القدم.نت (الإنجليزية)